# Гырмачоу Тэкле Хаурьят
Гырмачоу Тэкле Хаурьят (1915, Харари, Эфиопия — 1987) — эфиопский писатель и дипломат.
Родился в городе Хирна, провинция Харари на востоке страны, в семье писателя и политика Тэкле Хаурьята. Образование получил в Швейцарии и Франции, вернувшись на родину в 1935 году. В 1937 году, когда Эфиопия была оккупирована фашистской Италией в результате второй итало-абиссинской войны, был арестован и перевезён в статусе политического заключённого в Италию. Был освобождён в 1943 году и, вернувшись на родину, некоторое время находился на дипломатической работе, а во второй половине 1940-х и 1950-х годах занимал различные должности в государственных ведомствах страны.
Известность получил в первую очередь не как чиновник, а как писатель и драматург. Наиболее известные его произведения — роман «Арайя» (1945, русский перевод — 1960), посвящённый партизанской борьбе эфиопов против итальянцев во время оккупации, и историческая пьеса «Теодрос» (1950), основанная на жизни эфиопского императора XIX века Теодроса II.